# A számolás joga (könyv)
A számolás joga (Hidden Figures) Margot Lee Shetterly írta.
A szerző az amerikai álomnak, a fekete (afroamerikai) matematikus nők életének járt utána, kutatva a részleteket, olyan alaposan, hogy film is készült könyve nyomán.

## Rejtett számok
Hidden Figures az eredeti cím. Arra utal, hogy nőket – fehéreket, feketéket alkalmaztak számfeldolgozásra. A számfeldolgozás nélkül nincs repülőgép gyártás, űrrepülés, de erről ritkán szólnak. 1943-ban beindult az Államok repülő ipara. A számításokhoz sok női matematikusra volt szükség. 1935-ben 5 fehér nő, 1946-ban 400 "lány" számolt a repülésügyben. 1947-ben feloszlatták a fehér nők (keleti) számoló szekcióját. Szakosodtak. A(nyugati) fekete nő szekció üzemelt tovább. 1958.05.05-én feloszlatták a (nyugati) szekciót – további szakosodás és a fajok integrálódása következtében. Az Államoknak (1958) még mindig gond nőnek, négernek munkát adni a tudományban, társadalomban.

## Dorothy Vaughan
1910-ben született (Kansas City, Missouri) Wilberforce-ban matematikatanár lett. Családját segítette tanári fizetéssel 1929-től. 1931-ben férjhez ment, tanított, zongorázott. 1943-ban Langley alkalmazta évi 2000 dollárért. Tanári jövedelme évi 850 $ volt. Az ebédlőben és a mosdóban "színes bőrűeknek" tábla jelzett. A nyugati számolók (komputerek) kijavították egymás munkáját, védték az eltévelyedettet, pontosak, rendesek. 1947 végétől Dorothy már megbízott vezető, 1949 áprilisától ideiglenes vezető. Két év a véglegesítése. A feloszlatás után FORTRAN-ra programozta a számolnivalót és az IBM 704 kártyáira lyukasztotta. Dorothy tagja volt a helyi gyülekezetnek. Különvált férje szüleitől a sok utazás miatt. Gyermekeit főiskolán képezte tovább. Nyugdíjasan utazgatott, de továbbra is takarékosan élt.

## Katherine Goble
1918-ban a Nyugat-Virginiai White Sulphur Spings szülötte. A 6. osztály után a Nyugat-Virginiai Állami Intézet kísérleti iskolájában tanult. Francia nyelvtudását konyhai kisegítőként gyarapította. Az Állami Intézet főiskolájára 15 évesen, ösztöndíjjal került. Itt Claytor külön képezte matematikából a harmadéveseket. 1940-ben 2 néger fiúval együtt, felvették a fehérek egyetemére, matematikai szakra. Olyan tananyagot keresett, amit még nem vett át Claytorral. Előzőleg titkon férjhez ment Jimmy Goble tanárhoz. Ősszel teherbe esett. 4 évet töltött otthon, ez idő alatt 3 kislánya született.1952-ben matek tanár helyettes lett a Huntington középiskolában, majd számoló Langleyben. Itt tanári fizetésének háromszorosát kapta. Két hét után Dorothy az 1244-es épületbe küldte egy társával számolni. Dorothy nemcsak Katherine hanem egy fehér számoló számára is magasabb bért ért el. 1956 karácsony tájt elhunyt Jimmy, agytumorral. A családot Katherine tartotta össze.1958-ban bevették a szerkesztői megbeszélésbe (ahová nőt addig nem). 1958-ban kezdett járni James A. Johnson századossal. A mesterséges hold visszahozásához Ted Skopinski-val kezdett tanulmányt, de önállóan fejezte be. 1960-ban publikálták. 1959. augusztusban ment férjhez. Jelentésére Katherine G. Johnson név került. Katherine Johnson számításaiban John Glenn űrhajós is megbízott. Nagyfokú egyezés volt az IBM 704; az IBM 7090 számítása és Katherine számai között. 1962.03.10-én Katherine képe a Pittsbourgh Courier címlapján. 1963-ban a holdi (lunáris) röppályát számolta. 1967-ben egy istentisztelet után Christine Mann Dardennel, matek tudóssal találkozott és barátja lett. Az Apollo 1 tragédiája fokozottabb pontosságra sarkalta. Al Hamerrel 4 tanulmányt írt 1963 és 1969 között. Egyik a Hold körüli pályákról, a Többi "Mi van akkor, ha..." kérdéseket (komputer hiba, elektro kihagyás: csillag navigálás) elemez. Katherine a diákszövetségben, a kórusban, sok közösségi szerveződésben vett részt.

## Mary Jackson
Mary helybéli volt. Családja, a Winstonok gyökerei hamptoniak. 1938-ban végezte el a Phenix középiskolát, kiváló eredménnyel. Ez a Hampton Intézet középiskolája volt. A város csak általános iskolát biztosított. Matematika és fizika szakot végzett. Tanítási gyakorlatát a Phenix középiskolában végezte. 1942-ben diplomázott. 1943-ban az USO titkára és könyvelője lett. 1945-ben megszűnt az USO helyi irodája. Egy darabig a Hampton Intézetnél könyvelt, 1946-ban fia születése után felmondott, háziasszony és a Bethel AME cserkészlányok 11. csapatának vezetője lett(tanáruk, nővérük, tündérkeresztanyjuk). 1951 januárjában gépíró Fort Monroe-ban (Langley); áprilisban számoló (computer) a NACA (NASA előd) nyugati szekciójában.
Dorothy fehér számolónőkhöz küldte egy projektre. A 2. napon Kazimierz Czarnecki előtt robbant ki belőle a düh a színes WC miatt. (gond pisilni!) Czarnecki ekkor javasolta, dolgozzon neki. John Becker azt állította egy munkánál, hogy rosszul számolt, majd átszámolás után elismerte, hogy ő adott rossz adatot. Kevés nő merte vállalni, hogy ő nem téved. Czarnecki kezdettől bevonta Maryt a szélcsatorna vizsgálatokba. 1958 szeptemberében jelent meg közös tanulmányuk szuperszonikus témában. Később főnöke a laboratórium mérnöki képzésére javasolta. 1956 tavaszán nekifogott a Hamptonban. 1960-ban segített 13 éves fiának szuper versenyautót felépíteni (A kocsi ára nem haladhatja meg a 10$-t.) Egy Soap Box Derby-kocsi felépítése – komoly mérnöki feladat. Mary ehhez szövetkezett fekete alkalmazottakkal, fehér számoló nőkkel, a kocsihoz. A mérnöki szakmát 1962-ben Emma Jean (fehér) mérnöknővel népszerűsítették fekete cserkész lányoknak. Fia megnyerte a félsziget 10. Soap Box Derby-jét. FORTRAN órákat vett a programozás érdekében. 1976-ban ő az Év Önkéntese a Langley Researcher lap szerint. 1979-ben a személyzeti osztályon szövetségi női programmenedzser lett. 1981-ben az egyenlő bánásmód szakértő 1 éves képzésében vesz részt. Gloria Champine írt nekrológot Mary Jackson 2005-ös halálakor, a NASA honlapján tették közzé.

## Magyarul
- A számolás joga. Az amerikai álom és azon fekete matematikusnők elhallgatott története, akik segítettek megnyerni az űrversenyt; ford. Kovács Ágnes; Harlequin, Bp., 2017 (A The New York Times sikerszerzője)